# 王均 (元朝)
王均（1227年—1290年），字润夫，襄阳（今湖北省襄阳市）人，元朝官员。
王均性情倜傥不羁。1260年，张子良为归德府总管，征王均为从事。1269年，转任行省掾，都元帅刘整，奏为元帅府经历，佩金符。元朝攻下襄阳，擢升王均为襄阳总管府判官。1276年，以湖南戍兵多病，因为不习惯吃稻米，使王均为阿里海涯之兵转运粟米至湖南。升任为奉议大夫、行省左右司员外郎，遥授庆源府知府。1278年，擢升为朝列大夫、左右司郎中。当时用兵琼、崖、儋、万四州，王均督运供应，没有缺乏。擢升为中议大夫、永州路总管。永州害民官吏，王均将他们绳之以法，父老数百人向行省表扬他的治绩。元军征日本，赋造兵船，取材于民，催促其期，王均不劳民而办成任务。1287年，升任为少中大夫、静江路总管。镇南王征交趾，行省让王均至海北，督运粮食，又让他统计海外人口，往返数四，得民户十六万。1290年去世，年六十四岁。其子王天锡，酃县尹。